# Berkhof Ambassador
VDL Berkhof Ambassador — це низькопідлоговий міський автобус, що випускався голландським виробником автобусів VDL Berkhof а роках 2001—2011, коли його замінив VDL Citea. Секція між передніми і задніми дверима знаходиться на одній висоті. Задні сидіння трохи вищі, до них можна піднятися по сходах.
Цей тип автобуса найчастіше використовується в Нідерландах і Данії. У Нідерландах власники та оператори включають: Arriva, Breng, Connexxion, Hermes, Syntus і Veolia Transport . У Данії серед власників і операторів: Arriva, City-Trafik, De Hvide Busser, DitoBus, Kruse, Nettbuss і Nobina. В Італії власники та оператори включають CA. NOVA. Зараз частина вживаних автобусів продається в Україну. В Україні також можна зустріти їх в деяких містах на деяких маршрутах.

## Історія
Ambassador випускається з 2001 року, і його зовнішній вигляд практично не змінився; інтер'єр, однак, зазнав ряд змін, і автомобіль зібраний за низькою ціною. Старша серія (з 2001 по 2005 рік випуску) має гіршу підвіску. Спочатку Ambassador був оснащений автоматичною коробкою передач Voith, яка була шумною. Пізніші версії міцніші, а новіші коробки передач Voith тихіші у використанні. Поєднання кращої ізоляції та більш екологічного двигуна Cummins робить автобус тихішим. Підвіска також була вдосконалена, завдяки чому їзда стала більш плавною.
Перша серія (Connexxion/Hermes) Ambassadors була доставлена з зеленими РК-сигналами маршруту (номер лінії та пункт призначення). Вони іноді виходили з ладу, а пізніші серії були доставлені з помаранчевими світлодіодними сигналами маршруту.

### Замовлення
Компанія Connexxion замовила найбільше автобусів Ambassador; у 2005 році вона розмістила замовлення на 300 автобусів за 50 мільйон євро. Оскільки потужності заводу VDL у Херенвені були недостатніми для замовлення такого розміру, завод у Валкенсварді також був обладнаний для виробництва автобусів Ambassador. Після успіху в Нідерландах Ambassador також був експортований; замовлення були розміщені операторами Данії, Німеччини та Ізраїлю. У липні 2008 року компанія Connexxion розмістила замовлення на 355 автобусів для Ambassador, які будуть доставлені протягом року. Загальна вартість замовлення склала 75 мільйон євро.

## Типи

### Ambassador 120

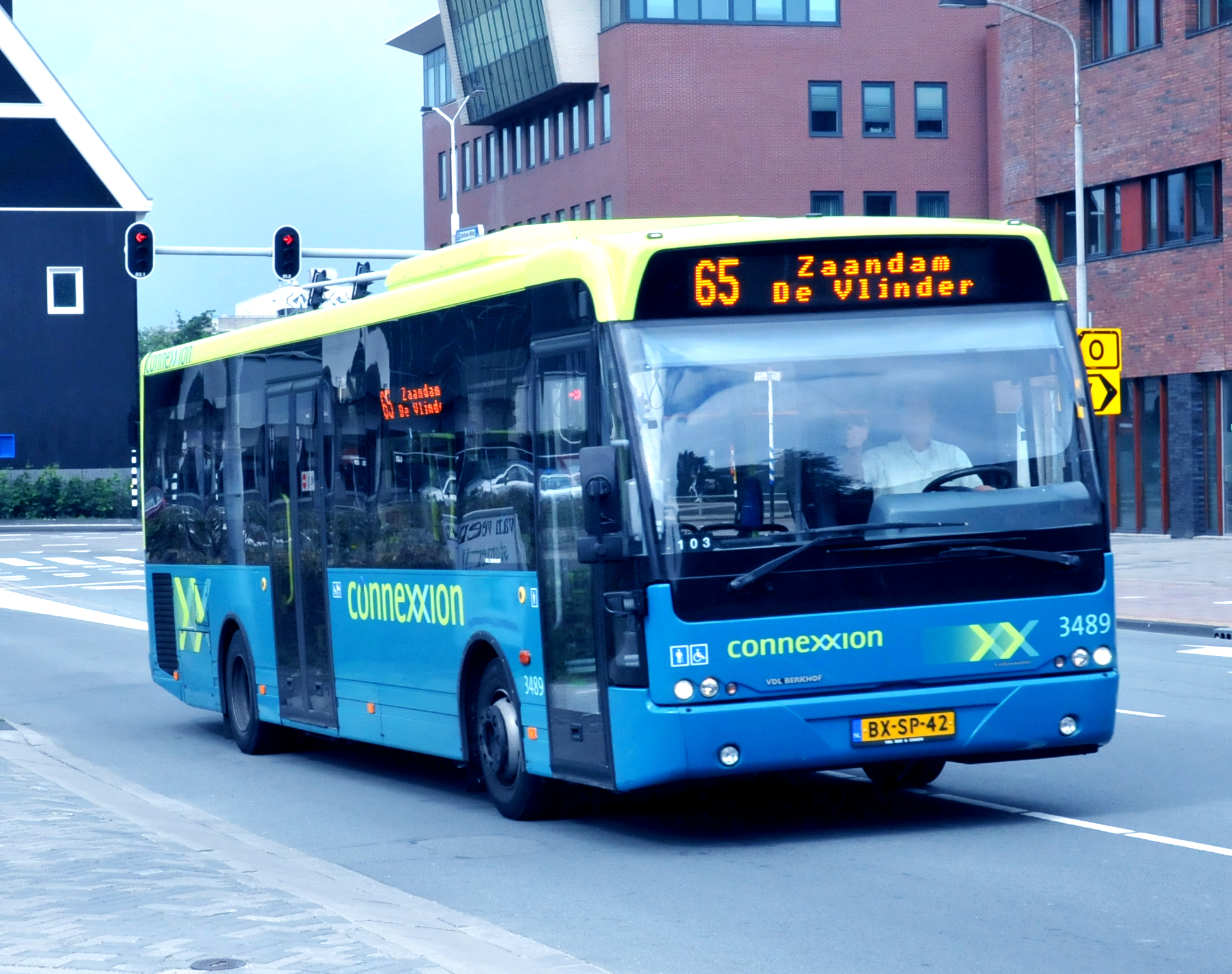
Автобус Connexxion ALE106

Використовуючи знання та досвід, отриманий від ALE120, компанія VDL розробила 10-метровий мідібус, який отримав позначення Ambassador Low Entry 106 (ALE 106) (довжина автобуса 106 дм, або 10,6 м). Ці автобуси переважно використовуються в кількох містах Нідерландів. Автобус побудований на шасі DAF/VDL SB120, яке також використовувалося для Wright Cadet. У 2008 році шасі DAF/VDL SB120 було замінено на VDL SB180.

### Ambassador 200

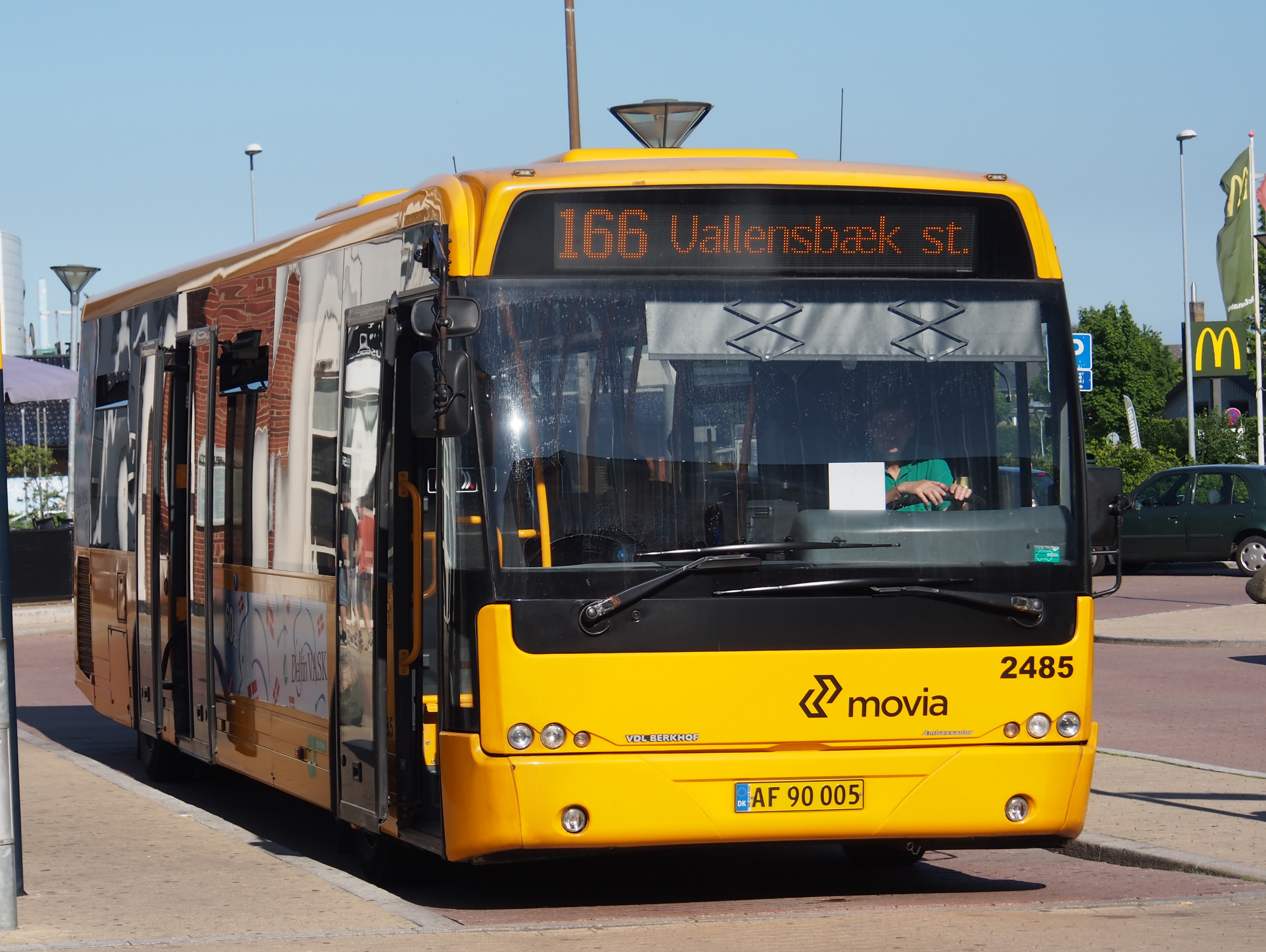
ALE120

Ambassador 200 — легкий автобус довжиною 12 метрів, призначений для місцевих і міжміських перевезень. Було випущено сотні автобусів цього типу. Він позначений як Ambassador Low Entry 120 (ALE 120) (довжина автобуса 120 dm або 12 м). Його кузов базується на шасі DAF/VDL SB200, яке також використовується для Wright Commander від Wrightbus. Вага старих автобусів відрізняється від пізніших моделей через інші матеріали та інший двигун. Його інтер'єр залежить від компанії. Пасажирські сидіння виготовлені недорого; це пластикові стакани з шаром поролону на сидінні та тканини зверху. Кілька автобусів оснастили більш розкішними сидіннями.

## Галерея

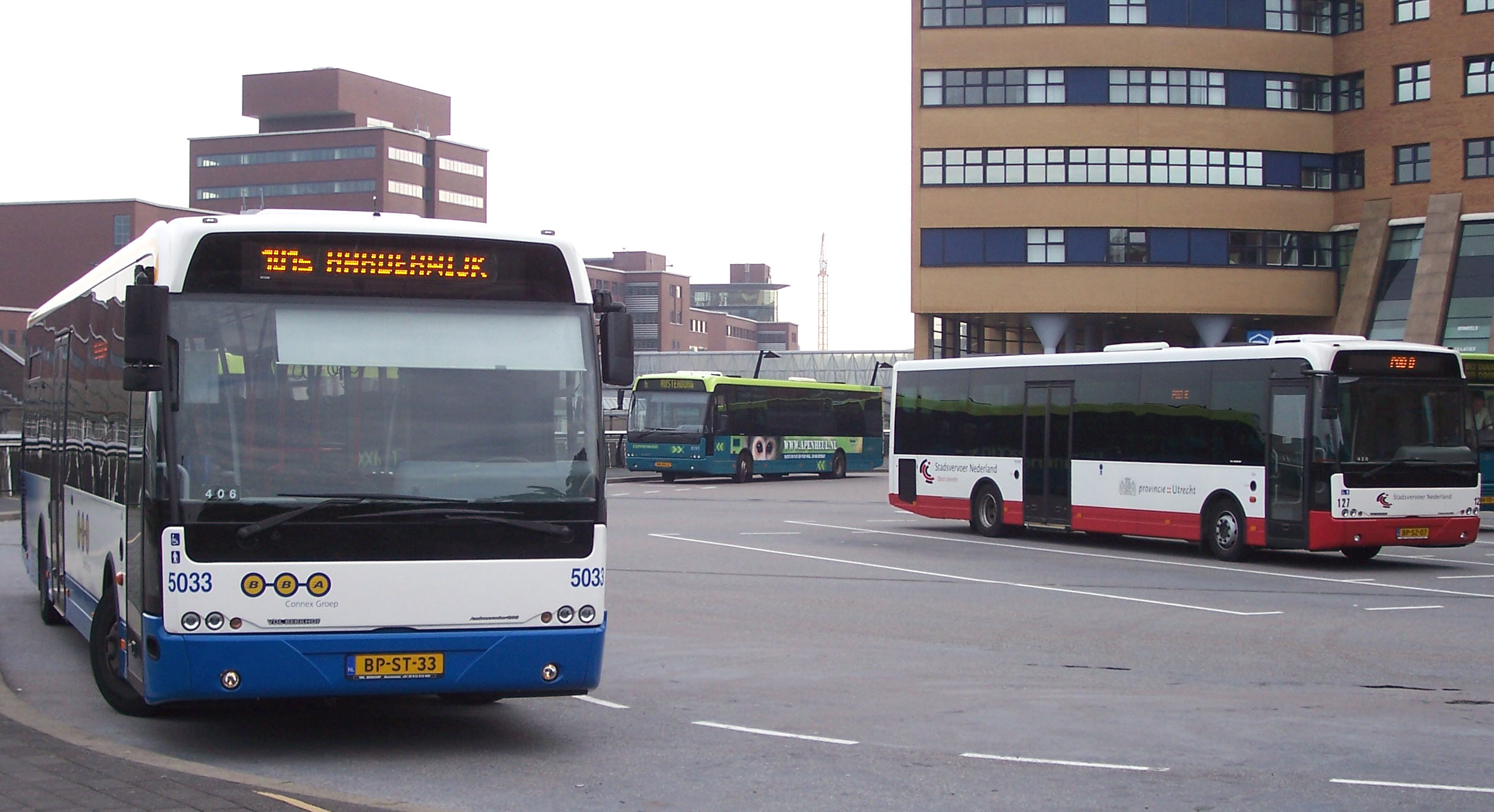
Три різні кольори Ambassador: BBA, Connexxion і Stadsvervoer Nederland
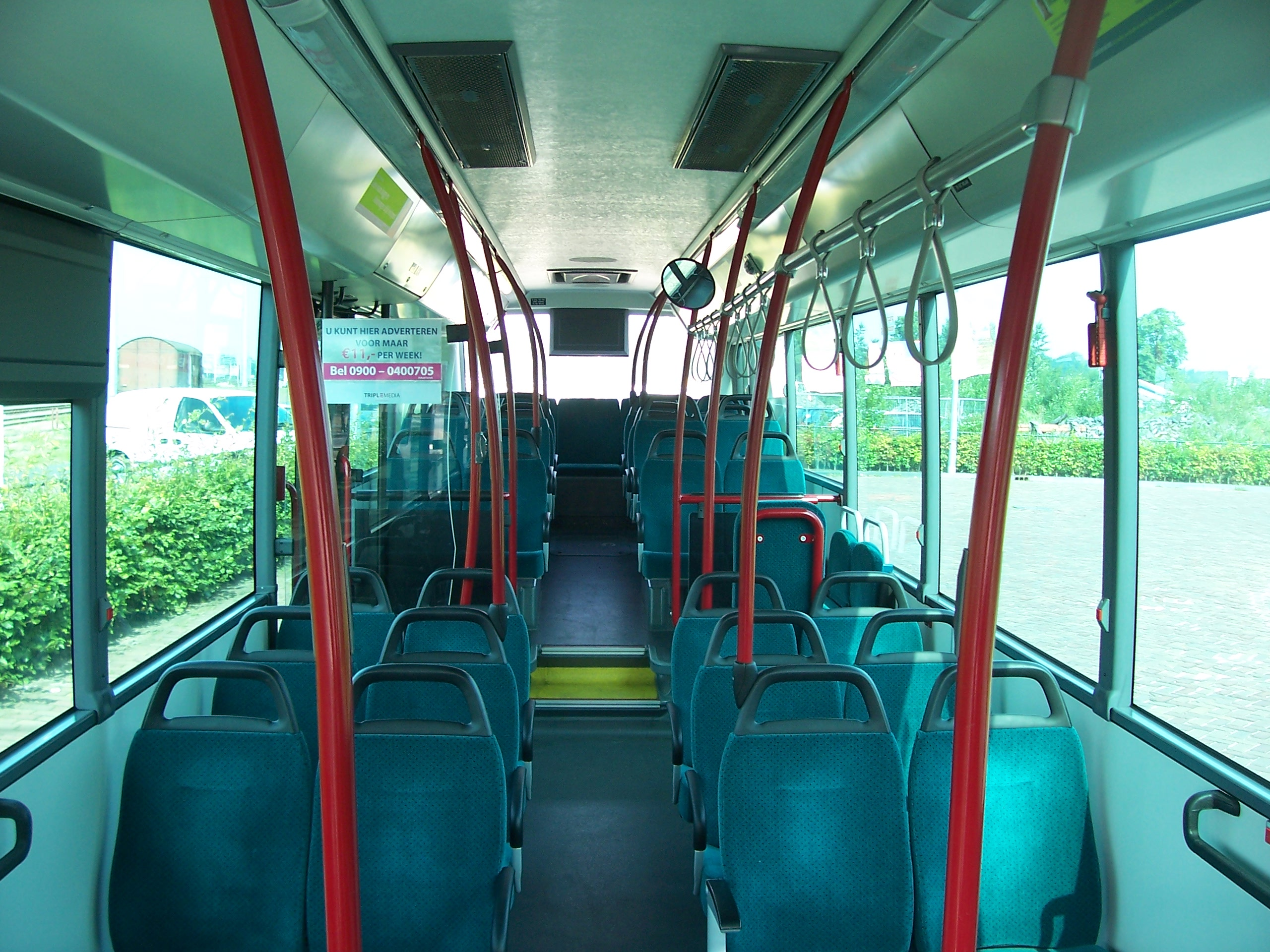
Інтер'єр Ambassador 200
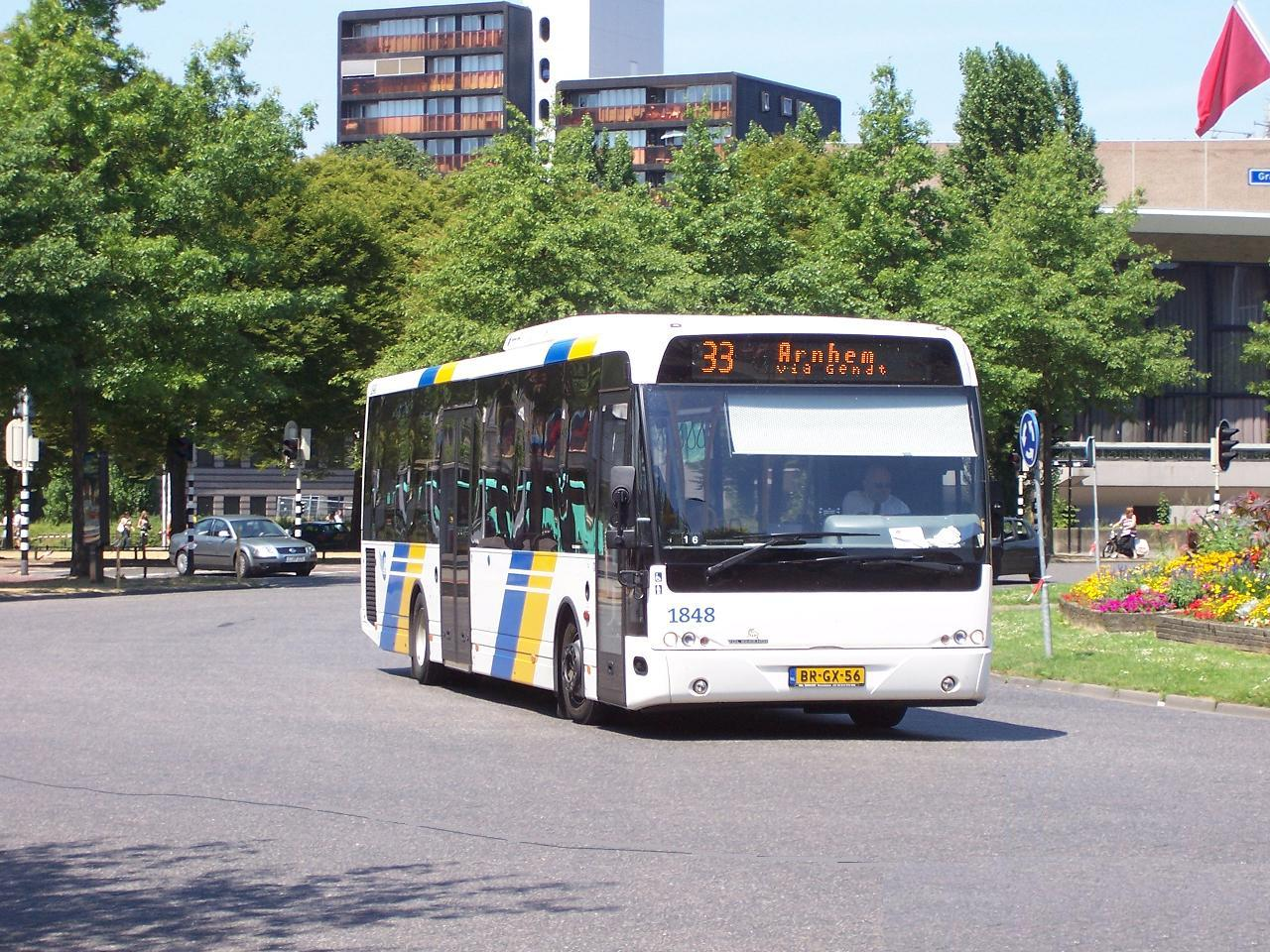
Посол 200 від Hermes
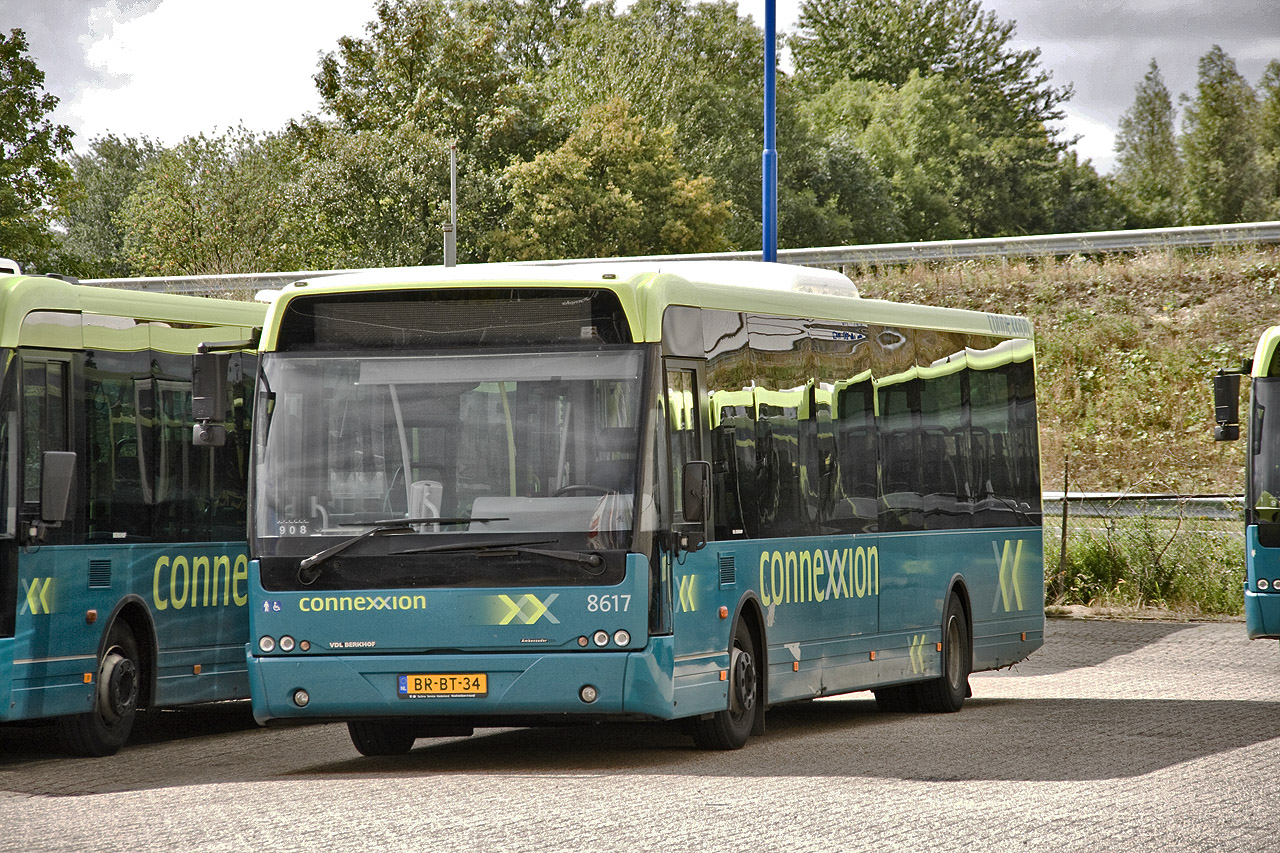
Посол 200 від Connexxion
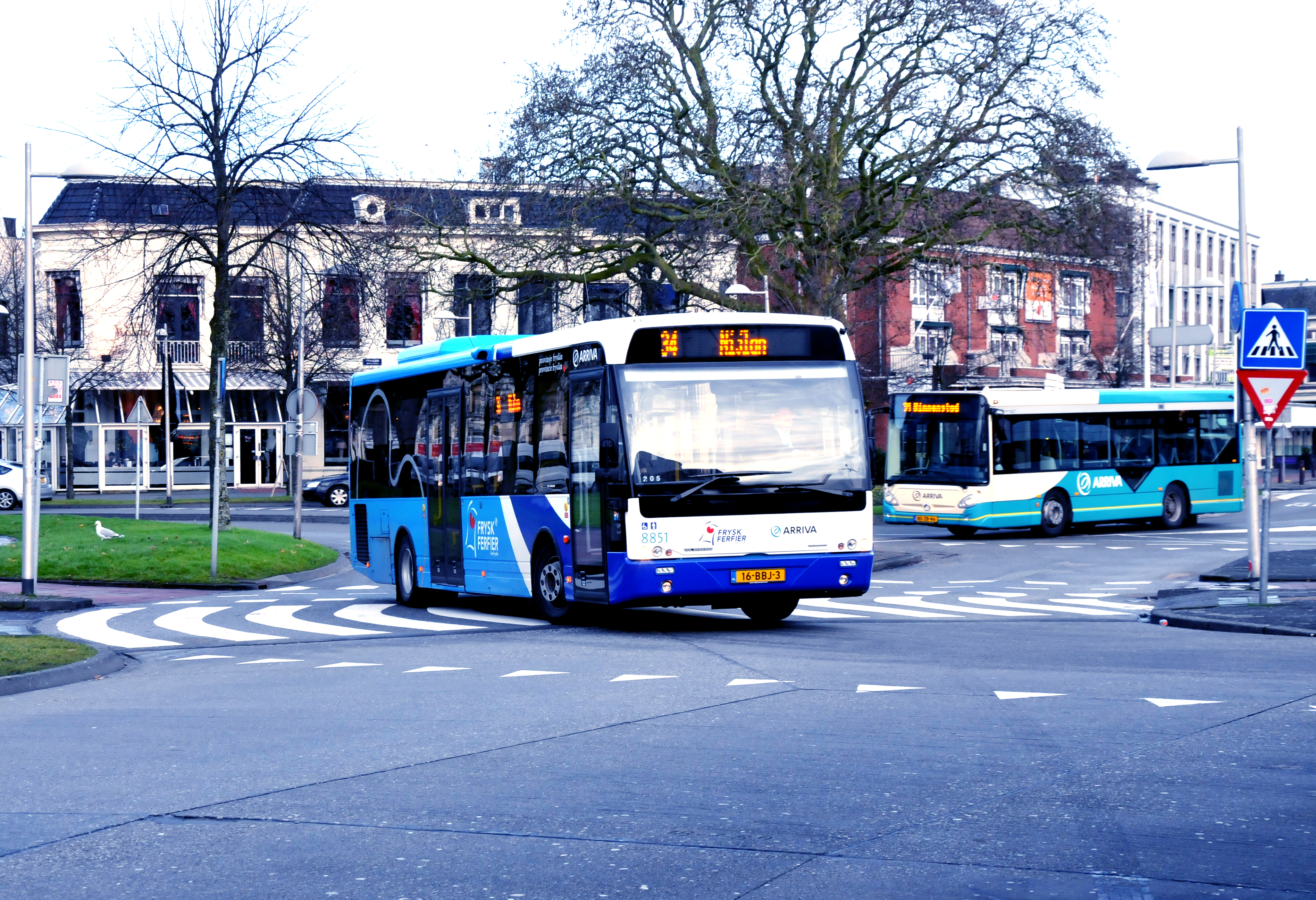
Посол 120 від Arriva
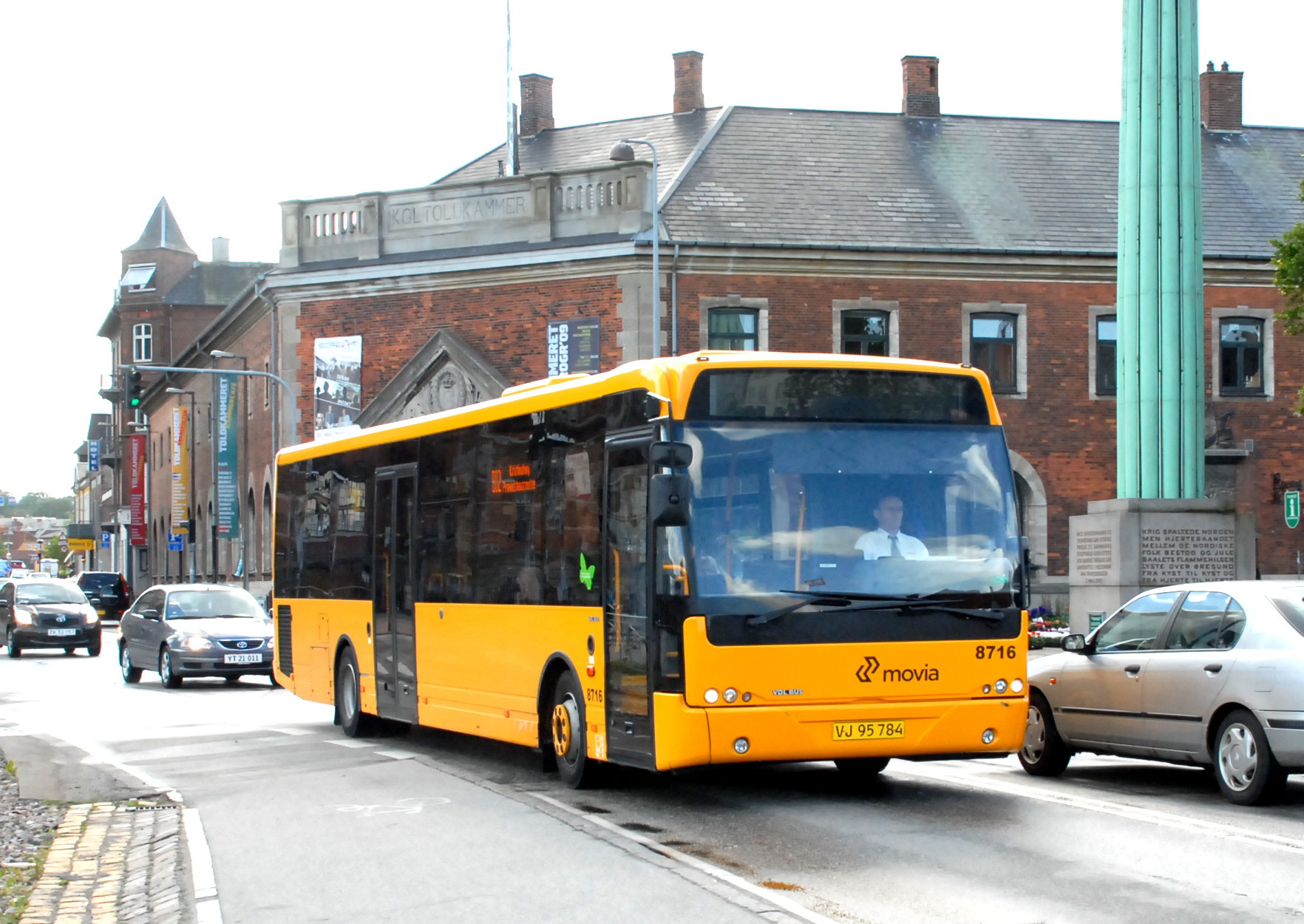
De Hvide Busser 8716 Ambassador 200
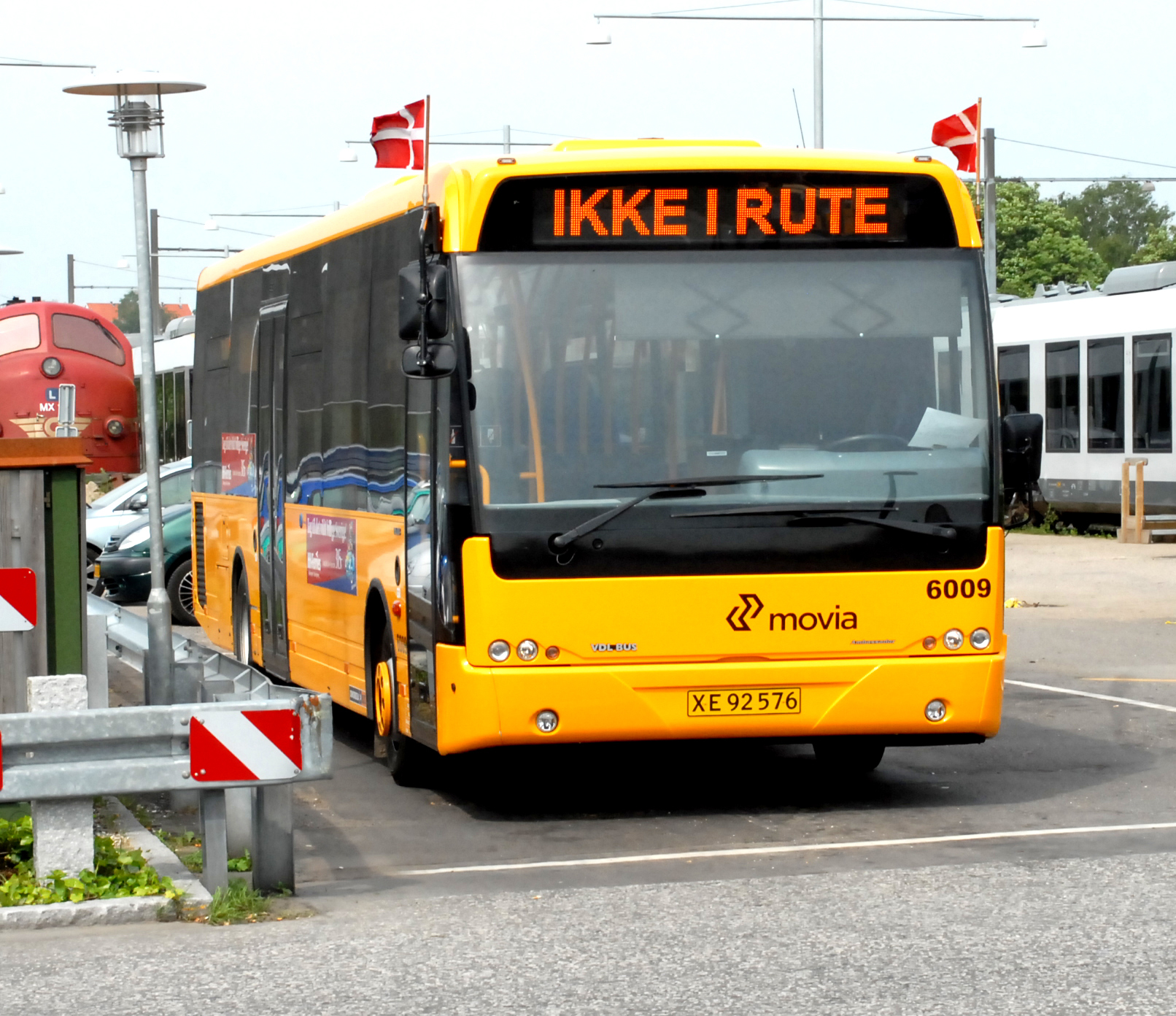
Нобіна 6009 Амбасадор 200
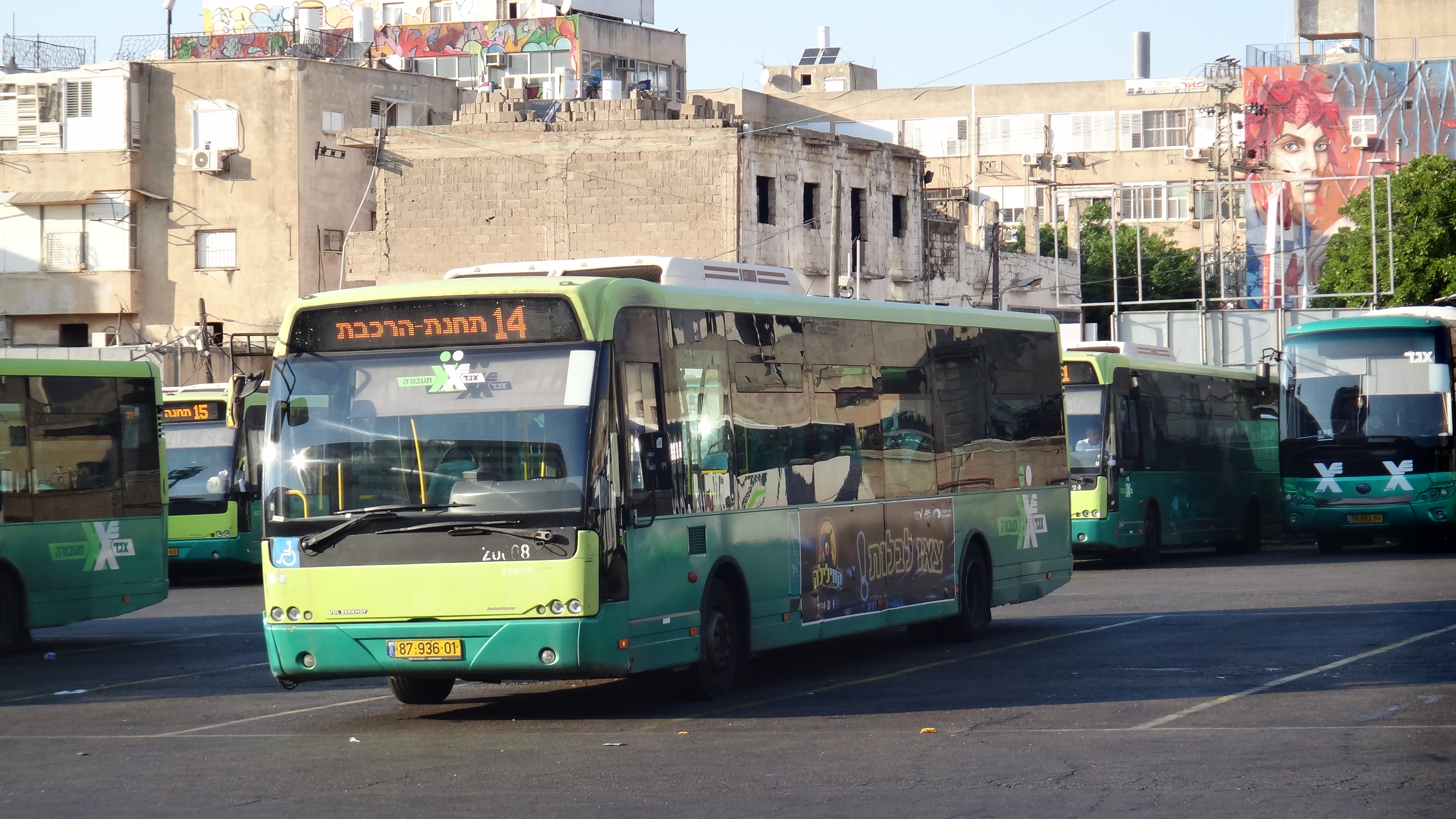
Посол 200 з Еггед Таавура в Ізраїлі
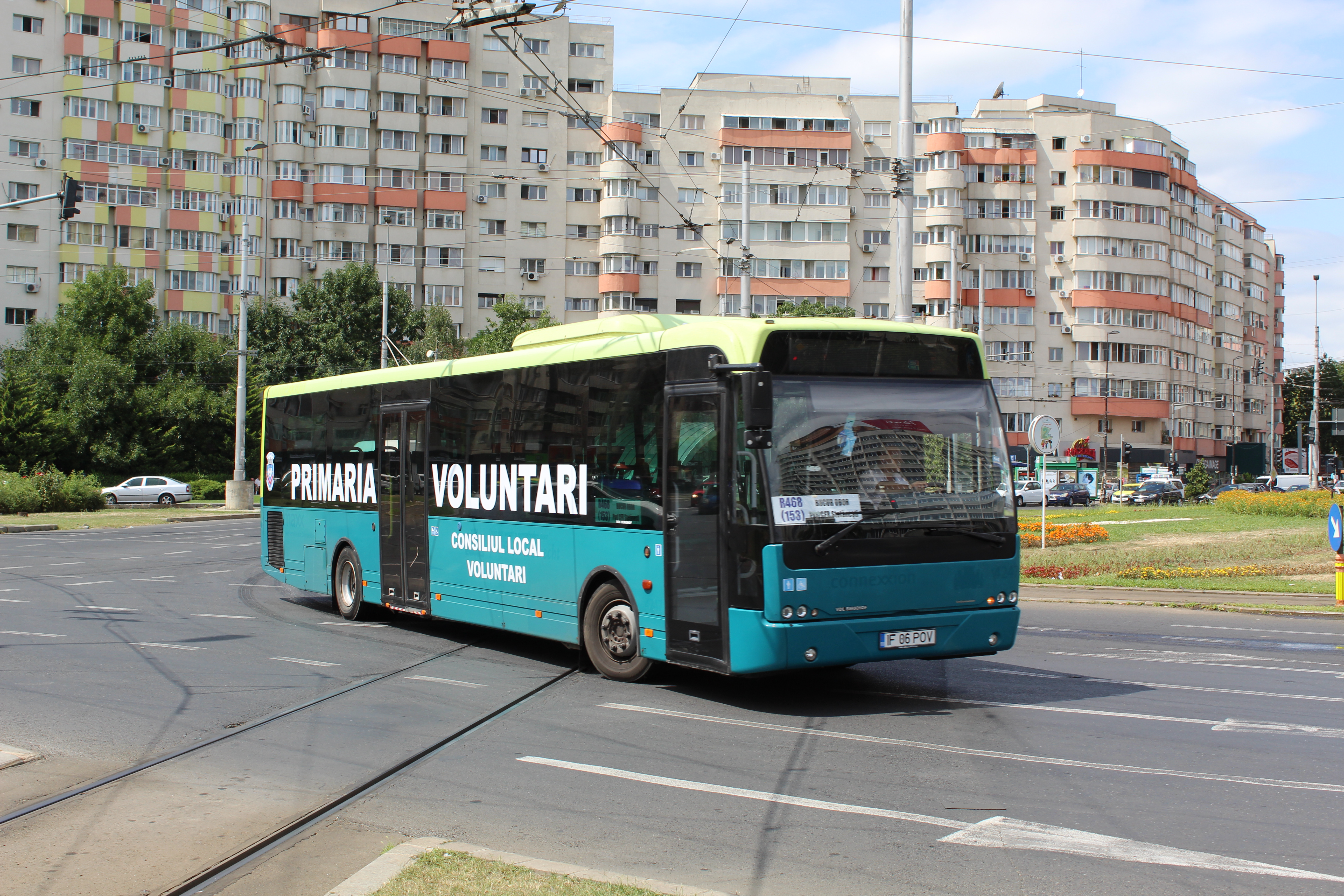
Ambassador 200 ратуші Voluntari, що використовується для міжміських перевезень у Бухаресті, Румунія